# 105e régiment d'artillerie
Pour les articles homonymes, voir 105e régiment.
Le 105e régiment d'artillerie est un régiment de l'armée de terre française créé en 1915 et finalement dissout en 1940. Il participe à la Première et à la Seconde Guerre mondiale.

## Historique

### Première Guerre mondiale

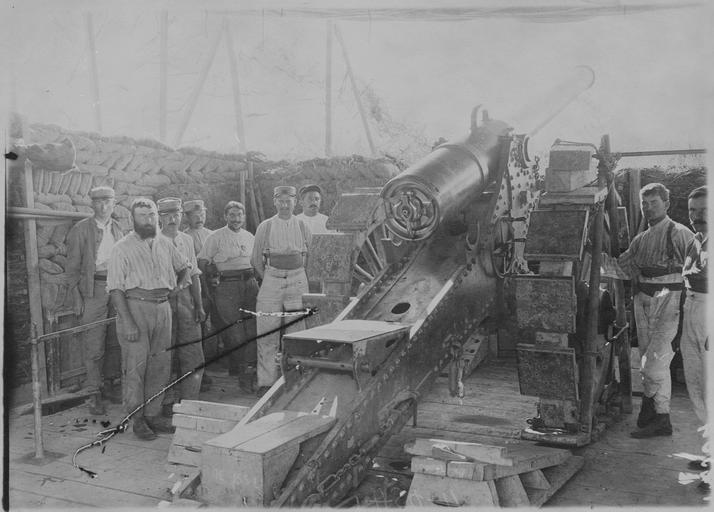
Canon de 155 mm long de Bange d'une batterie du détachée sur le front de Macédoine, en juin 1916.

Le 105e régiment d'artillerie lourde en créé en novembre 1915. 

### Entre-deux-guerres

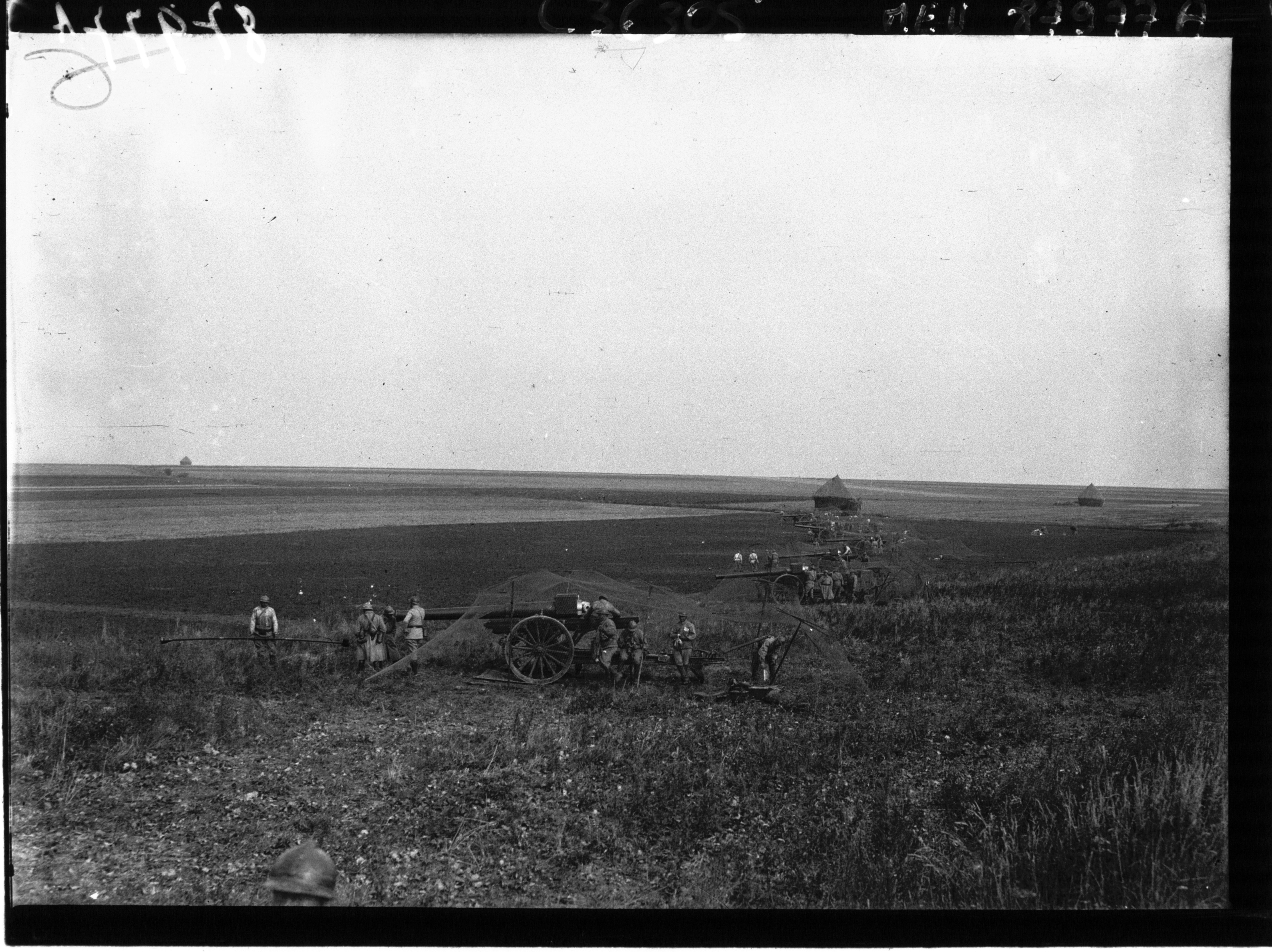
Batterie de 155 L modèle 1918 en manœuvres en 1931, appartenant probablement au.

Lors de la réorganisation des corps d'artillerie décidée en 1923 et effective le 1er janvier 1924, le 105e RALH est dissout et renforce le 1er régiment d'artillerie divisionnaire à Auxonne et le 54e RAD à Lyon. Le 105e RALH est en même temps recréé par changement de nom du 108e RAL. Il est rattaché au 5e corps d'armée et caserné à Bourges.

### Seconde Guerre mondiale
À la mobilisation, le 105e régiment d'artillerie lourde hippomobile devient le régiment d'artillerie lourde du 3e corps d'armée.
Il participe à la bataille de Gembloux et à la bataille de l'Escaut. Le IIe groupe est capturé à Lille, le reste du régiment embarque à Dunkerque.
Réformé à Vannes à partir du 10 juin, il forme le 24 juin 1940, deux groupes de canons de 75 tractés tous-terrains. Il se rend aux Allemands le 26 juin 1940, après l'arrêt des combats.

## Chefs de corps
- 1939 - 1940 : colonel Gailly

## Insigne
L'insigne du 105e RALH reprend les armes et la devise de Jacques Cœur. Le fer à cheval évoque la traction hippomobile. 

## Étendard et décorations

L'étendard du régiment et ses inscriptions au revers.

### Étendard
Il porte, cousues en lettres d'or dans ses plis, les inscriptions suivantes :
- Noyon 1918
- La Marne 1918

## Personnalités ayant servi au régiment
- Jean Klingebiel (1892-1917), médecin aide-major au régiment de mars à juillet 1916. Son nom est inscrit au Panthéon parmi les 560 écrivains morts au combat pendant la Première Guerre mondiale.
- Alfred Clerget (1910-1995) effectue son service militaire au 105e RALH de Bourges.

## Sources et bibliographie
- Historique du 105e régiment d'artillerie lourde pendant la campagne 1914-1918, Joigny, Imprimerie moderne A. Soubie, 1920, 74 p. (lire en ligne).
- Historique du 5e groupe du 105e régiment d'artillerie lourde : campagne 1914-1918, Paris, Librairie Chapelot, 9 p. (lire en ligne).